# Finsing
Finsing est une commune de Bavière (Allemagne), située dans l'arrondissement d'Erding, dans le district de Haute-Bavière.